# Suzuki RMX 450 Z
La RMX 450 Z è una motocicletta prodotta dalla casa motociclistica giapponese Suzuki per l'uso Enduro
La moto riprende la struttura della versione da Cross, ma viene arricchita da tutti quei componenti fondamentali per poter correre alla competizione da enduro aumentando il suo peso, inoltre viene rivisto anche il motore, che in questo caso ha un rapporto di compressione minore.